# Landmaschinenfabrik (Horkheim)

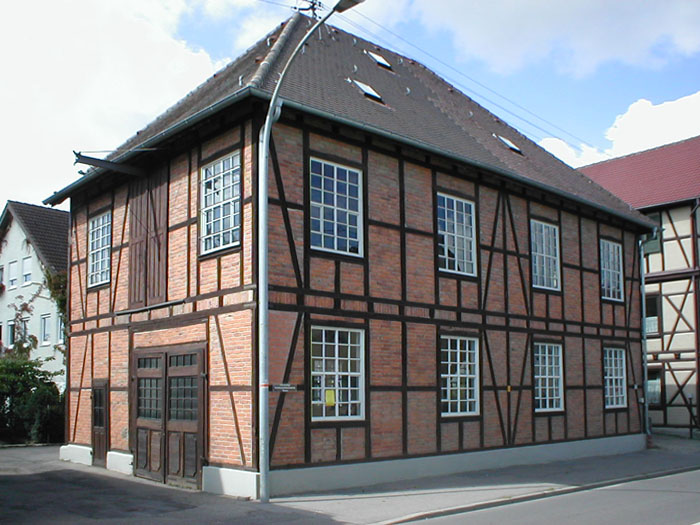
Ehemalige Landmaschinenfabrik Amos in Heilbronn-Horkheim

Die ehemalige Landmaschinenfabrik an der Talheimer Straße 2/1 im Heilbronner Stadtteil Horkheim wurde im ersten Viertel des 20. Jahrhunderts errichtet. Die Ursprünge der Horkheimer Landmaschinenfabrik Amos reichen bis in die Mitte des 19. Jahrhunderts zurück, als der Tierarzt Christian Amos begann, als Mechaniker zu arbeiten. Das Fabrikgebäude steht unter Denkmalschutz.

## Beschreibung
Das Gebäude ist ein zweigeschossiges, unverputztes Fachwerkhaus mit Ziegelausfachung. Bemerkenswert sind sowohl die kubische Form und die streng betonte Symmetrie des Hauses, als auch die Fenster mit eng zusammenstehenden und zierlichen Sprossen.